# Pomník Viktorina Kornela ze Všehrd
Secesní pomník s bronzovou bustou slavného chrudimského rodáka Viktorína Kornela ze Všehrd od akademického sochaře Františka Rouse se od roku 1901 nalézá na parkově upraveném prostranství na Všehrdově náměstí v okresním městě Chrudim. Pomník je od roku 1958 chráněn jako nemovitá kulturní památka ČR.

## Historie
Pomník se nachází před budovou okresního soudu a je dílem sochaře Františka Rouse. Odhalen byl roku 1901. Roku 1920 se u pomníku konala oslava 400. výročí úmrtí Viktorina Kornela ze Všehrd. U příležitostí další velké oslavy v roce 1960 byl pomník opraven a konaly se výstavka a konference právních historiků. Náměstí s pomníkem nese Všehrdovo jméno. Kompletní renovace pomníku proběhla v roce 2020. 

## Popis
Secesní pomník má podobu pískovcového půlkruhového zábradlí s lavičkami na konzolách. Zábradlí je po stranách zakončeno čtyřhrannými sloupky se stupňovitými patkami. Vrcholky sloupků zdobí mísovité kalichy na kónické nožce. Čelní strany sloupků jsou zdobeny zahloubenými rámečky s vystouplými reliéfy.
Na vnitřní straně zábradlí jsou nad lavičkami umístěna čtyři obdélná pole s nápisy.
Uprostřed zábradlí se nachází hranolový sokl s čelní stranou zdobenou rámečkem s vystouplým reliéfem obklopeným draperií s motivem lipových ratolestí. Relíéf zobrazuje dva štíty, z nichž levý zdobí orlice a pravý lev ve skoku. 
Na soklu je umístěn nahoru se zúžující konický, čtyřboký pilíř, na kterém je postavena bronzová busta Viktorina Kornela ze Všehrd. Busta představuje představuje prostovlasou vousatou tvář s naznačeným oděvem. Patu pilíře zdobí akantový reliéf vavřínových ratolestí a psacího brku. Nad reliéfem se nalézá nápis: „MR. VIKTORIN / KORNEL / ZE VŠEHRD / RODÁK CHRUDIMSKÝ / TVURCE DÍLA / O PRÁVECH ZEMĚ ČESKÉ / KNIHY DEVATERY.“ Nad nápisem je umístěn reliéf erbu se znakem psa na cimbuří, s přilbicí s hledím a třemi pštrosími pery.

## Galerie

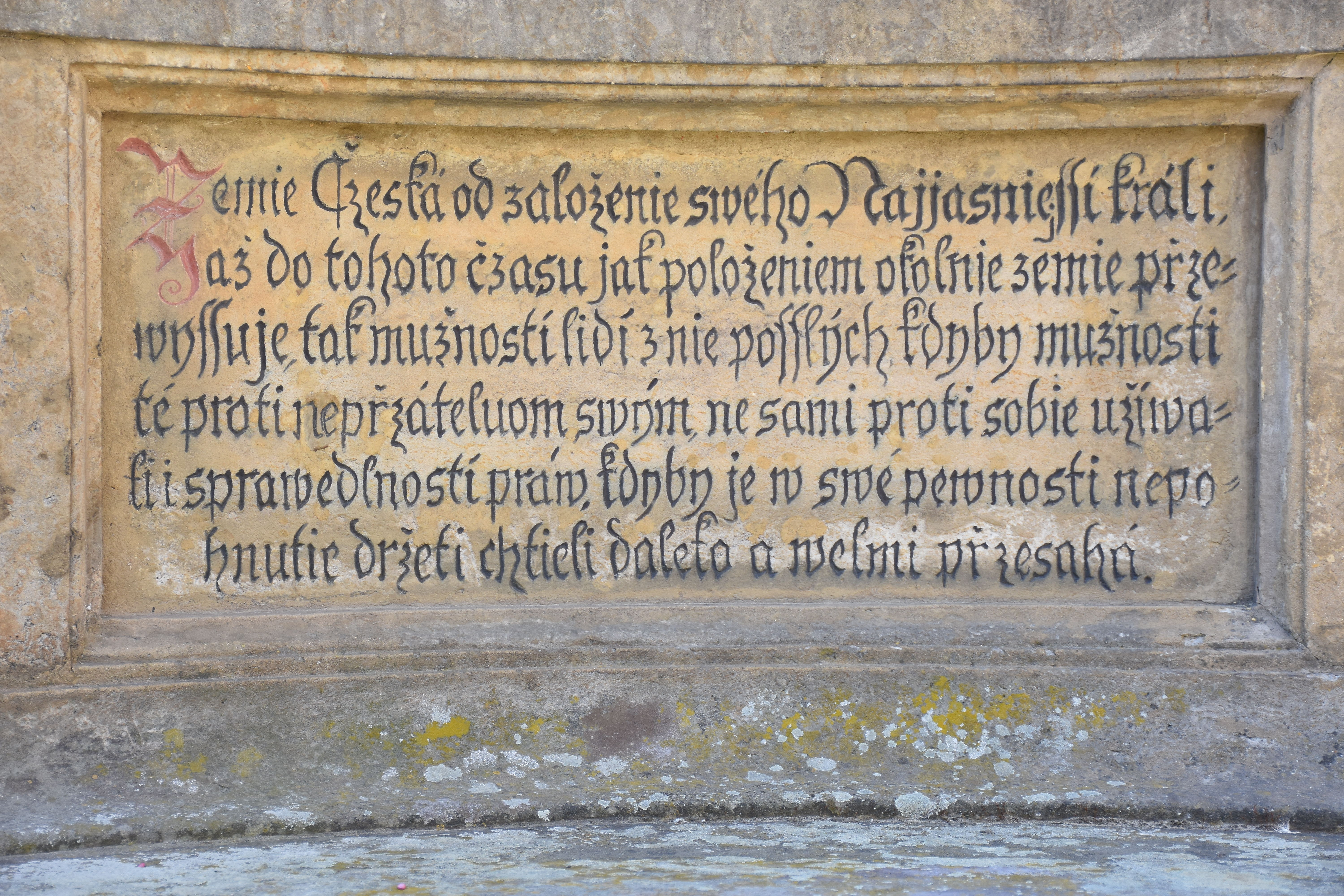
detaily nápisů
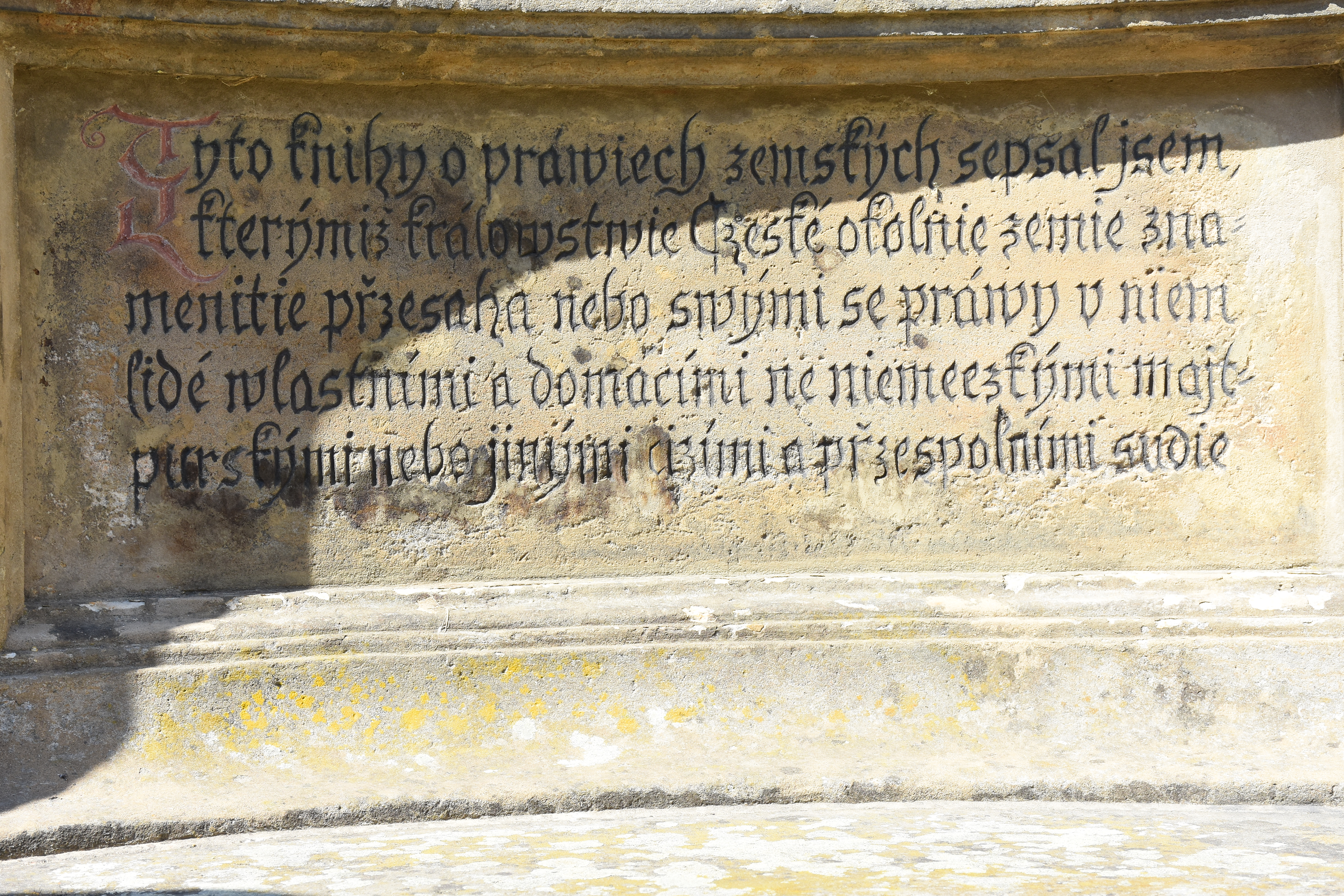
detaily nápisů
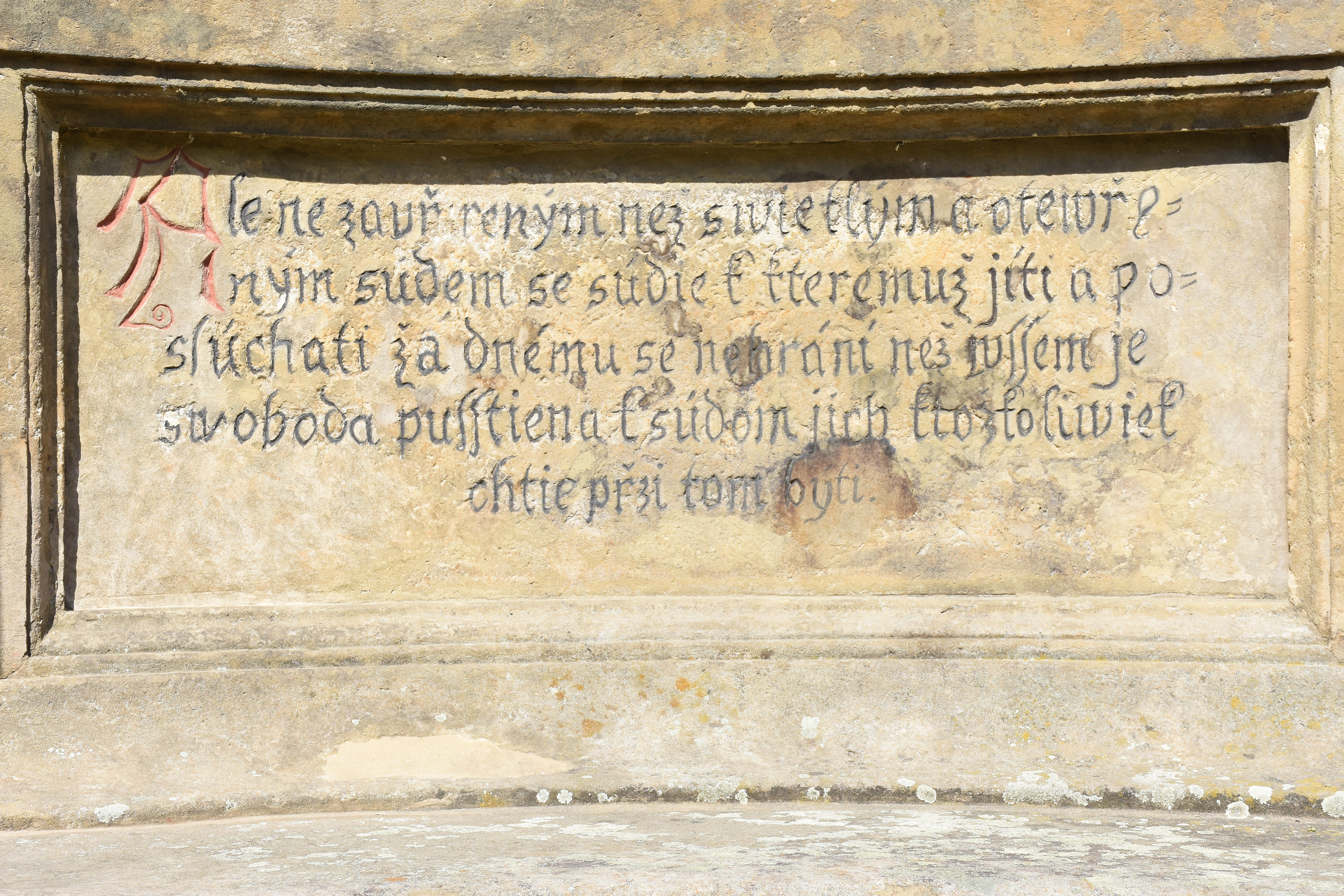
detaily nápisů
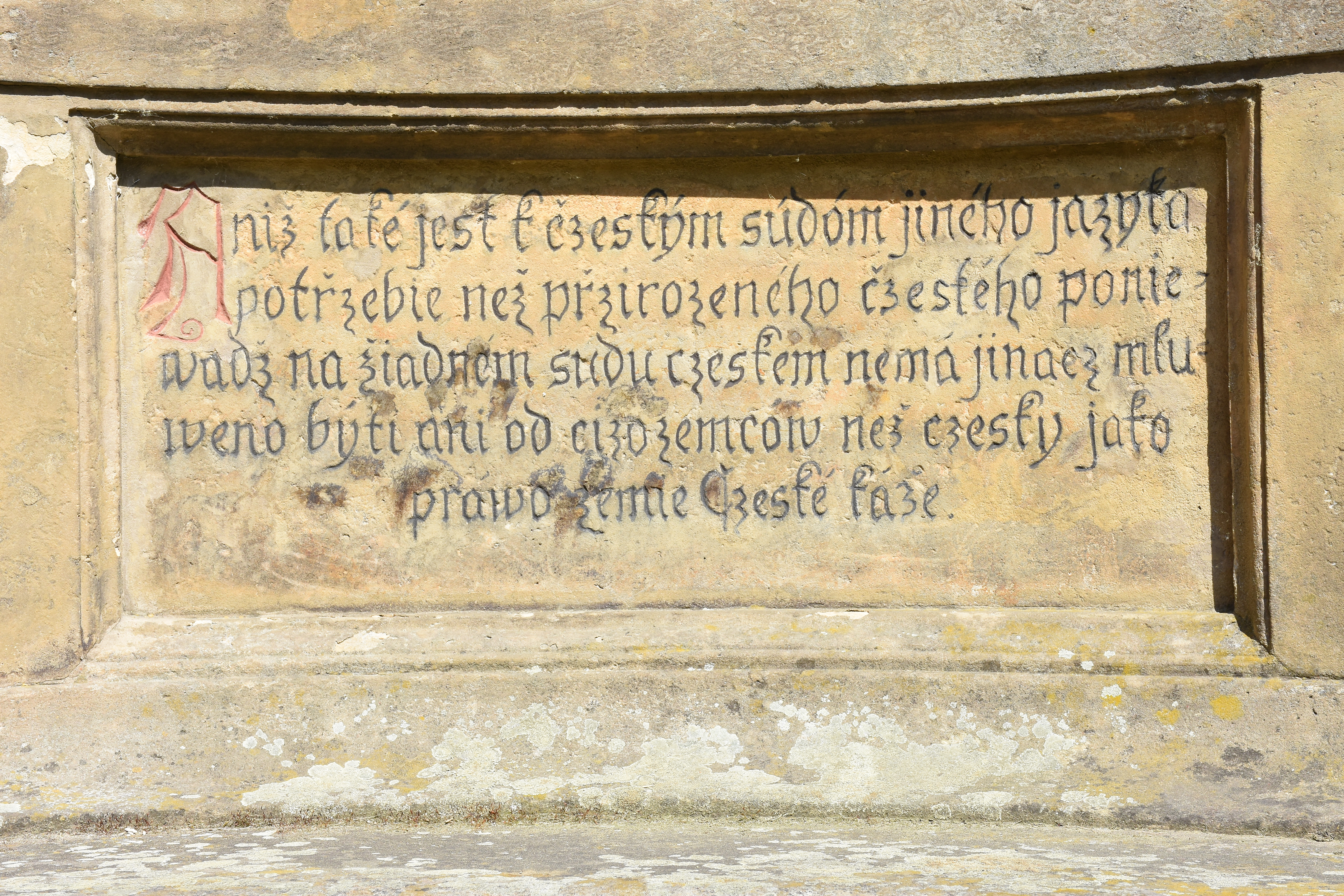
detaily nápisů
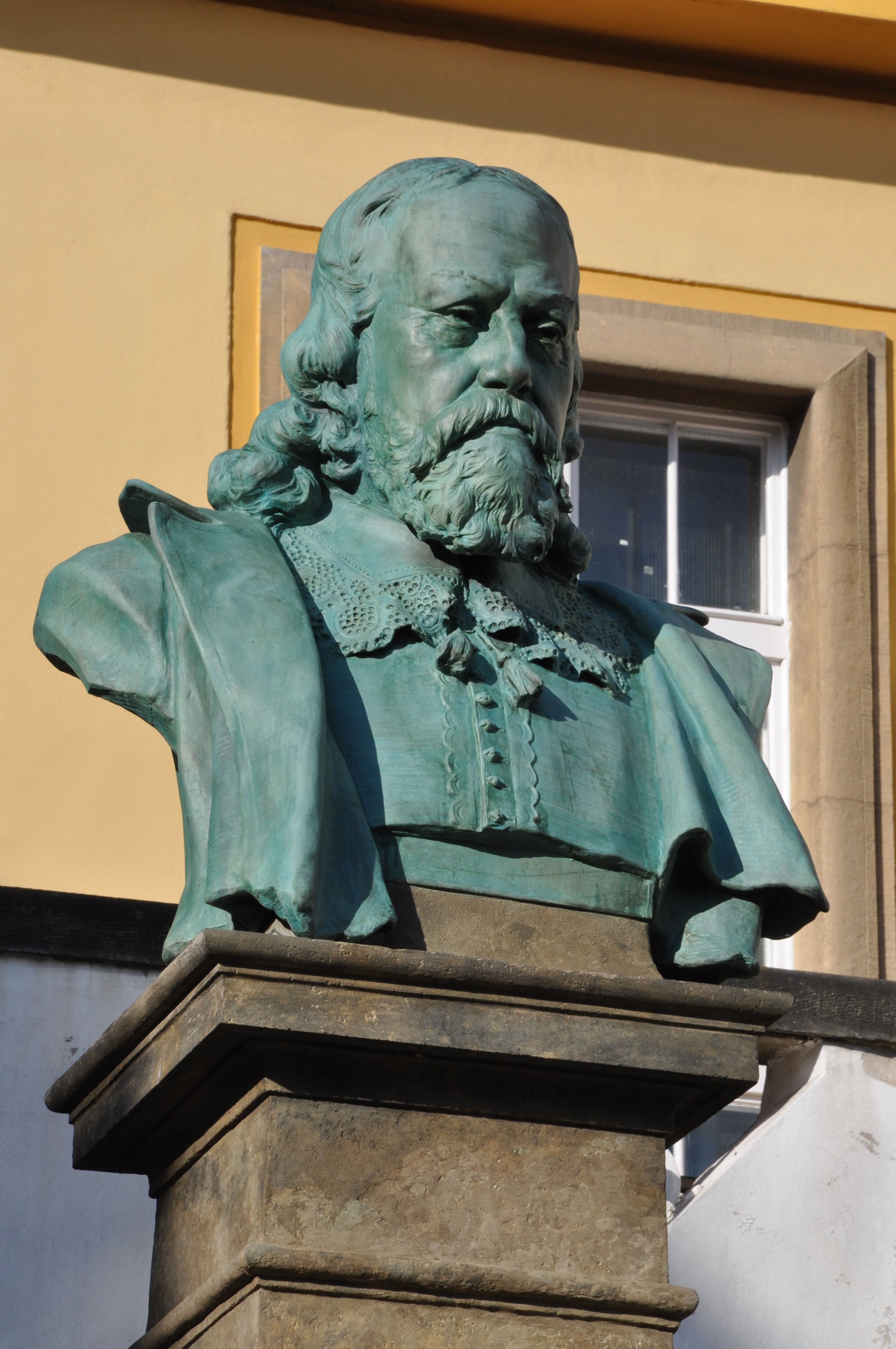
detail busty